# Alison Hennegan
Alison Hennegan é uma oradora na Universidade de Cambridge e membro da Trinity Hall. Também é uma ativista proeminente para os direitos dos gays e lésbicas no Reino Unido e jornalista.
O trabalho académico de Hennegan foca-se nos temas gay e lésbico na literatura britânica, particularmente no modernismo britânico. Começou a escrever a sua tese, Literature and the Homossexual Cult, 1890-1920 (Literatura e Culto Homossexual), em Cambridge em 1970, mas o seu grande envolvimento no activismo gay forçou-a a suspender a sua pesquisa. Voltou à academia nos anos 80 e publicou vários artigos sobre lésbicas, Oscar Wilde e o Simbolismo e movimentos decadentes no fim dos anos 90 e início de século XX. Outras publicações académicas incluem introduções para as edições de Virago Modern Classics de Adam's Breed e The Well of Loneliness por Radclyffe Hall.
O seu trabalho no jornalismo literário incluiu um período como Editora da revista britânica Gay News (1977-83), e artigos regulares no semanário New Statesman (1984-88). Também foi uma proeminente activista dos direitos homossexuais no Reino Unido: serviu como vice-presidente da Campanha para a Igualdade Homossexual (1975-77) e organizadora nacional para o conselho gay da organização de FRIEND.

## Publicações
- 'Introdução' de Radclyffe Hall's Well of Loneliness.  (Harmondsworth: Virago, 1982).
- 'Introdução' de Radclyffe Hall's Adam's Breed. (Harmondsworth: Virago, 1986).
- 'On Becoming a Lesbian Reader.' em Sweet Dreams: Sexuality, Gender and Popular Fiction. by S. Radstone. (London: Lawrence & Wishart, 1998) pp. 165–190.
- ‘Personalities and Principles: Aspects of Literature and Life in 'fin-de-siecle' England’. Em Fin de siecle and Its Legacy. by M. Teich and R. Porter. (Cambridge: CUP, 1990) pp. 190–215.
- The Lesbian Pillow Book (ed.)  (London: Fourth Estate, 2000)
- "Hea[r]th and Home: Wilde Domestic Space." Signs: Journal of Women in Culture and Society, vol. 27, no.3 (2002)
- "Suffering into Wisdom: The Tragedy of Wilde". em Tragedy in Transition, ed. Sarah Annes Brown e Catherine Silverstone, (Oxford: Blackwell, 2007)
- "Victorian Girlhood: Eroticizing the Maternal, Maternalizing the Erotic: Same-Sex Relations between Girls, c. 1880-1920". em Children and Sexuality: From the Greeks to the Great War, ed. George Rousseau (Palgrave Macmillan, 2007)